# Casa Brandon
Casa Brandon es la sede social de Brandon por la Igualdad/Equidad de Derechos y Oportunidades Asociación Civil y Cultural, una asociación civil y cultural LGBTTIQ+ (Lesbianas, Gais, Bisexuales, Transgénero, Travestis, Intersex, Queer y más), con sede en el barrio de Villa Crespo, en Buenos Aires, Argentina. Es referente de la cultura y la diversidad en Buenos Aires y uno de los espacios con más antigüedad en el panorama cultural LGBTTIQ+ de Buenos Aires.
En 2011, Casa Brandon fue declarada de interés cultural, social y para la promoción de los Derechos Humanos por la Legislatura Porteña.
Casa Brandon otorga un espacio visible para la promoción de actividades que, por razones de orientación sexual, género, color, etnia, edad, religión, lengua, opinión política o de cualquier tipo, tienen difícil acceso a los canales tradicionales de difusión.
Brandon por la Igualdad / Equidad de Derechos y oportunidades, Asociación Civil y Cultural gestiona proyectos como la Editorial Brandon, el Festival Internacional de Arte Queer FAQ,  la productora de contenido audiovisual Brandon TV, el fanzine “Todxs juntxs” y la Biblioteca Brandon.
La asociación Brandon ha participado en la comisión organizadora de a Marcha del Orgullo LGBTTIQ como parte del área artística.

## Historia
La asociación Civil y Cultural Brandon fue fundada por Lisa Kerner, Jorgelina De Simone, y Violeta Uman, activistas y productoras, para brindar un espacio a su comunidad que permitiera la promoción de actividades y discursos con difícil acceso a los canales tradicionales de difusión, y, sobre todo, un espacio en el que encontrarse entre sí y acompañarse.
El 17 de mayo del año 2000 se realizó el primer evento organizado por Brandon: Brandon gay-day, una fiesta realizada con una propuesta más centrada en la cultura. Se organizaron fiestas con Djs, Vjs, lecturas, instalaciones y muestras artísticas, realizadas en distintos boliches y centros culturales porteños. En 2002 inauguró el primer ciclo de cine realizado por Brandon, de temática gay-queer-camp, que se mantuvo de forma ininterrumpida durante tres años. En 2004 comenzó el ciclo de lecturas de poesía curado y producido por Leonor Silvestri donde con el tiempo se incorporaron otras disciplinas: teatro, artes visuales y música. Cinco años después del primer evento, el 17 de mayo de 2005, la organización obtuvo su personería jurídica y fundó el espacio físico donde instalar su sede.
Casa Brandon toma su nombre como homenaje a Brandon Teena, joven trans asesinado en Estados Unidos.
Las actividades de la Asociación se ampliaron a distintos campos de acción: un espacio alternativo de arte, cultura y activismo, tomando la temática de la diversidad sexual y la identidad de género como central.
En el escenario de Brandon se han realizado eventos de música en vivo, exposiciones artísticas, lecturas de poesía, ciclos y proyecciones de cine y video, mesas de debate, charlas, danza, teatro, performances, festivales y todo tipo de ciclos orientados o compatibles con la temática LGBTTIQ+ con una impronta importante en el artivismo (activismo artístico).

## Acciones y temáticas principales
Brandon realiza actividades culturales relacionadas con la temática LGBTTIQ+ acompañadas por la producción artística y acciones de visibilidad en el territorio, por ejemplo el evento Recolecta en la terraza del Centro Cultural Recoleta, para recolectar ropa y accesorios para mujeres travesti y trans en situación de encierro. Colabora con artistas de todas las áreas, tanto en producciones “en vivo” como en la creación de piezas audiovisuales o literarias editadas o inéditas.
Paralelamente funciona como espacio de acompañamiento social de las luchas de las comunidades LGBTTIQ+ otorgando material de estudio, espacio de debate, apoyo a leyes y proyectos, endorsement a nuevos espacios y proyectos. También trabaja con profesionales de áreas como sociología, filosofía, periodismo y política articulando instancias de debate y ponencias sobre estas temáticas.   
En 2020, Brandon participó de 'Armarios abiertos', encuentro digital sobre la diversidad sexual en la cultura iberoamericana realizado por Casa América Cataluña en el panel "El arte como promotor de derechos LGBTTIQ+", moderado por Luis Graham (República Dominicana).
También participó de la charla abierta "Gestión de espacios, programación e identidad" organizada por Estudio Urbano, programa de formación de la Dirección General de Música del Ministerio de Cultura de la Ciudad de Buenos Aires.
En 2019 Lisa Kerner fue docente del curso Cultura potente. Redes de colaboración – Gestión colectiva. FLACSO
En ese mismo año participó del panel “La cultura independiente: trayectorias sostenibles” en la 3a Cumbre de cultura de CGLU, Ciudad Autónoma de Buenos Aires, Argentina.
En el año 2018 Lisa participó como referente nacional del Encuentro Encuentro de Ciudades Aliadas en el orgullo LGTBI realizado por la Unión de Ciudades Capitales Iberoamericanas (UCCI), el Gobierno de la Ciudad de Buenos Aires y la Legislatura Porteña.
En 2019 participó de la mesa de debate "Cemento, del under al indie" en el Centro Cultural Matienzo.
También participó como representante de Brandon en distintos medios como el programa virtual MerenTena (2020), el Canal de la Ciudad en un debate sobre el uso del lenguaje inclusivo (2018) y el la conducción del programa Visibles, realizado por la cineasta Albertina Carri (2011).

## Reconocimientos
En diciembre de 2011, la asociación civil y cultural Brandon fue declarada “de Interés Social, Cultural y para la Promoción y Defensa de los Derechos Humanos” por la Legislatura de la Ciudad de Buenos Aires.
Reconocimiento por su activa dedicación en la búsqueda de una Comuna Inclusiva y libre de Discriminación en el Día Internacional contra la discriminación por orientación sexual y/o de género, Junta Comunal N.º 6 de la Ciudad Autónoma de Buenos Aires. 
Durante dos ediciones consecutivas (2010 y 2011), recibe el premio “Festival Destravarte”, por la promoción y defensa de los derechos de la comunidad travesti, transgéneros y transexuales de Argentina.

## Artivismo
La asociación Brandon practica y difunde el artivismo (activismo político a través del arte) en articulación con otras instituciones que consideran al arte como una potente herramienta de transformación social. Entre ellas ha trabajado con Asociaciones, organizaciones, asambleas y referentes de la comunidad LGBTTIQ+, como la Comisión Organizadora de la Marcha del Orgullo LGBTTIQ+ de Buenos Aires, el Movimiento de Espacios Culturales y Artísticos, la Cámara de Clubes de Música en Vivo, la radio Fm La Tribu, la Red Nosotras en el Mundo, la radio en línea Futurock, la Agrupación “100% Diversidad y Derechos”, la Comunidad Homosexual Argentina (CHA), la Federación Argentina LGBTIQ, las artistas y activistas travesti y trans Susy Shock, Lohana Berkins, Marlene Wayar, Diana Sacayán, Effy Beth.
Brandon cofundó la Organización FIERAS, mujeres, lesbianas, travestis y trans trabajadores de espacios culturales de la Ciudad de Buenos Aires.
En 2015 la Legislatura de la Ciudad de Buenos Aires aprobó la Ley N.º 5240 de Centros Culturales a raíz del trabajo conjunto de la Asociación con el Movimiento de Espacios Culturales y Artísticos. Definidos como los “espacios no convencionales en donde se realice cualquier manifestación artística”, los centros culturales reclamaban tener una normativa que protegiera y amparara su actividad.

## Festival Internacional de Arte Queer de Buenos Aires (FAQ)
En 2018, Brandon celebró la primera edición del Festival Internacional de Arte Queer de Buenos Aires. El FAQ fue una creación y producción de Lisa Kerner y Violeta Uman y se realiza en el marco de la semana internacional de los Derechos Humanos y el festejo de los 70 años de su declaración universal.  
En el festival participan diversidad de artistas comprometidos con los activismos y la cultura como un hecho político capaz de transformar la sociedad. El festival reúne artistas de todo el país e internacionales. Se realizan distintas actividades culturales que incluyen proyecciones de cine, ciclos literarios, artes visuales, performances, obras de teatro y música, entre otras.
Desde la edición 2019 cuenta con la colaboración del CCEBA (centro de Cooperación Española en Buenos Aires), responsable de la presencia del cineasta español Eduardo Casanova (director del largometraje Pieles, producida por Álex de la Iglesia y Netflix) en el festival y la consecuente presentación de sus cortometrajes.

## Editorial Brandon
La editorial Brandon es un proyecto sin fines de lucro creado en 2017. El primer título fue una compilación de textos del ciclo “Gordx el que lee” (2017), del colectivo “La mariposa y la Iguana”, que había sido presentado en Casa Brandon.
Se han editado los siguientes títulos:
- Gordx el que lee - Lecturas urgentes sobre disidencia corporal y sexual (antología) (2017)[29]
- Amores como el nuestro, de Charo Márquez (2018)[30]
- La insurgencia cochina, de Carolina Cobelo (2018)[31]
- Paquete de fe, de I Acevedo (2020)[32]
- El cuerpo expresivo: antología erótica, de Tomás Litta [comp.] (2022)[33]

## Jornadas Jáuregui
En 2011, Casa Brandon y la Asociación Civil El Vahído organizaron por primera vez las Jornadas en Homenaje a Carlos Jáuregui.
Las Jornadas Homenaje Carlos Jáuregui son un espacio de conmemoración y de reconocimiento de la lucha por la igualdad que llevó adelante Carlos Jáuregui, así como también la difusión y promoción cultural de su figura como precursor de los cambios históricos en materia de Derechos Humanos y de inclusión de la comunidad LGBTTIQ+. En la primera edición se proyectó el documental de Lucas Santa Ana El puto inolvidable. Vida de Carlos Jáuregui

## Participación en festivales y foros
- 2018: Festival de arte queer OUTBURST AMERICAS. Invitados por el British Council. Montevideo, Uruguay.[37]

- Encuentro de Ciudades Aliadas en el orgullo LGTBI, organizado por la Unión de Ciudades Capitales Iberoamericanas (UCCI), el gobierno de la Ciudad de Buenos Aires y la Legislatura porteña.

- Ponencia: Cultura potente. Redes de colaboración – Gestión colectiva. FLACSO

- 2019: Festival de arte queer OUTBURST QUEER ART FESTIVAL, Invitada por el British Council.. Belfast, Irlanda del Norte.[38]